# Fourth (álbum de Soft Machine)
Fourth (1971) es el cuarto álbum de estudio de la banda inglesa Soft Machine, el primero en ser completamente instrumental.

## Historia
En octubre de 1970, la banda se presentó en Ámsterdam, Países Bajos. Este concierto, editado en 2006 bajo el título Grides, contiene versiones aún incompletas de "Teeth", "Virtually" y "Neo-Caliban Grides". Esta última, compuesta por Elton Dean, sería incluida en su álbum debut en solitario.
Ese mismo mes, Soft Machine volvió al estudio, con invitados de la época del septeto de 1969 (Mark Charig y Nick Evans) y nuevos (Roy Babbington, de Nucleus, y futuro miembro oficial). Paralelamente el baterista Robert Wyatt graba su debut en solitario.
En los siguientes meses el cuarteto presentó el LP en Europa, tocando las cuatro piezas que lo conforman (excepto la parte uno de "Virtually" que era salteada). Algunos conciertos fueron oficializados en las siguientes décadas: Henie Onstad Art Centre (febrero de 1971, Noruega), SM & Heavy Friends: BBC Concert (marzo, Londres) y Virtually (marzo, en Alemania). Asimismo se hicieron sesiones para la BBC Radio, siendo la última en junio. Dos meses más tarde Robert Wyatt deja oficialmente al grupo tras más de un año sintiéndose limitado creativamente por los otros tres, quienes no estaban interesados en sus canciones. Cuando Wyatt fue reemplazado por Phil Howard, todo el material de Fourth fue eliminado de los conciertos.
Fourth fue definido por la revista Rolling Stone como "inferior y al mismo tiempo superior a Third" en una reseña contemporánea. Al igual que su antecesor, fue una gran influencia en bandas avant-prog como Henry Cow.

## Recepción contemporánea
El disco fue aclamado por la revista 34th Street en septiembre de 1971, considerándolo un paso adelante en la evolución del rock.

Si aún no has oído nada de Soft Machine, será mejor que consigas este álbum rápido antes que el grupo se adelante otros cinco años a su tiempo. Más conocidos por el aclamado tecladista Mike Ratledge quien hace algunas cosas increíbles en el piano eléctrico y el órgano, los otros miembros del grupo, Hugh Hopper en bajo, Robert Wyatt en batería y especialmente Elton Dean en saxofón alto, están al mismo nivel musical estratosférico de Ratledge. Soft Machine es un grupo de rock fuertemente influenciado por progresivos jazzmen como Herbie Hancock, Chick Corea y Sun Ra, resultando en una forma única de improvisación jazz-rock.

La única banda de rock en llegar a un sonido y estilo similares fueron los viejos Mothers de Zappa en los momentos más serios de la era Uncle Meat. En este álbum hace muy complejas experimentaciones con contrapunto, modalidad, combinando bajo eléctrico y acústico y la sensación de que es raramente fácil de entender pero siempre interesante e innovador. A menudo el grupo presenta un jazz al estilo Coltrane llevado un paso adelante de esta de por sí avanzada forma musical, combinando pasajes solistas y añadiendo invitados en doble bajo, corneta, trombón, saxo tenor, clarinete bajo y flauta.

Probablemente el corte más representativo sea "Teeth" de Ratledge. Soft Machine está tocando la forma más madura de rock que haya escuchado en un largo tiempo, y el grupo debería tener un rol influyente en moldear la música de los 70. Denle una oportunidad, pero con paciencia.

## Lista de canciones
1. «Teeth» (Mike Ratledge) – 9:15
2. «Kings and Queens» (Hugh Hopper) – 5:02
3. «Fletcher's Blemish» (Elton Dean) – 4:35
4. «Virtually Part 1» (Hopper) – 5:16
5. «Virtually Part 2» (Hopper) – 7:09
6. «Virtually Part 3» (Hopper) – 4:33
7. «Virtually Part 4» (Hopper) – 3:23

## Personal
- Mike Ratledge – órgano Lowrey, Pianet Hohner, piano acústico
- Elton Dean – saxofón alto, Saxello
- Hugh Hopper – bajo
- Robert Wyatt – batería

Músicos adicionales
- Roy Babbington – contrabajo (1, 3, 4, 6)
- Mark Charig – corneta (2, 3, 4)
- Nick Evans – trombón (1, 2, 4)
- Jimmy Hastings – flauta alto (6), clarinete bajo (1, 6)
- Alan Skidmore – saxofón tenor (1,6)